# مسبح طبيعي

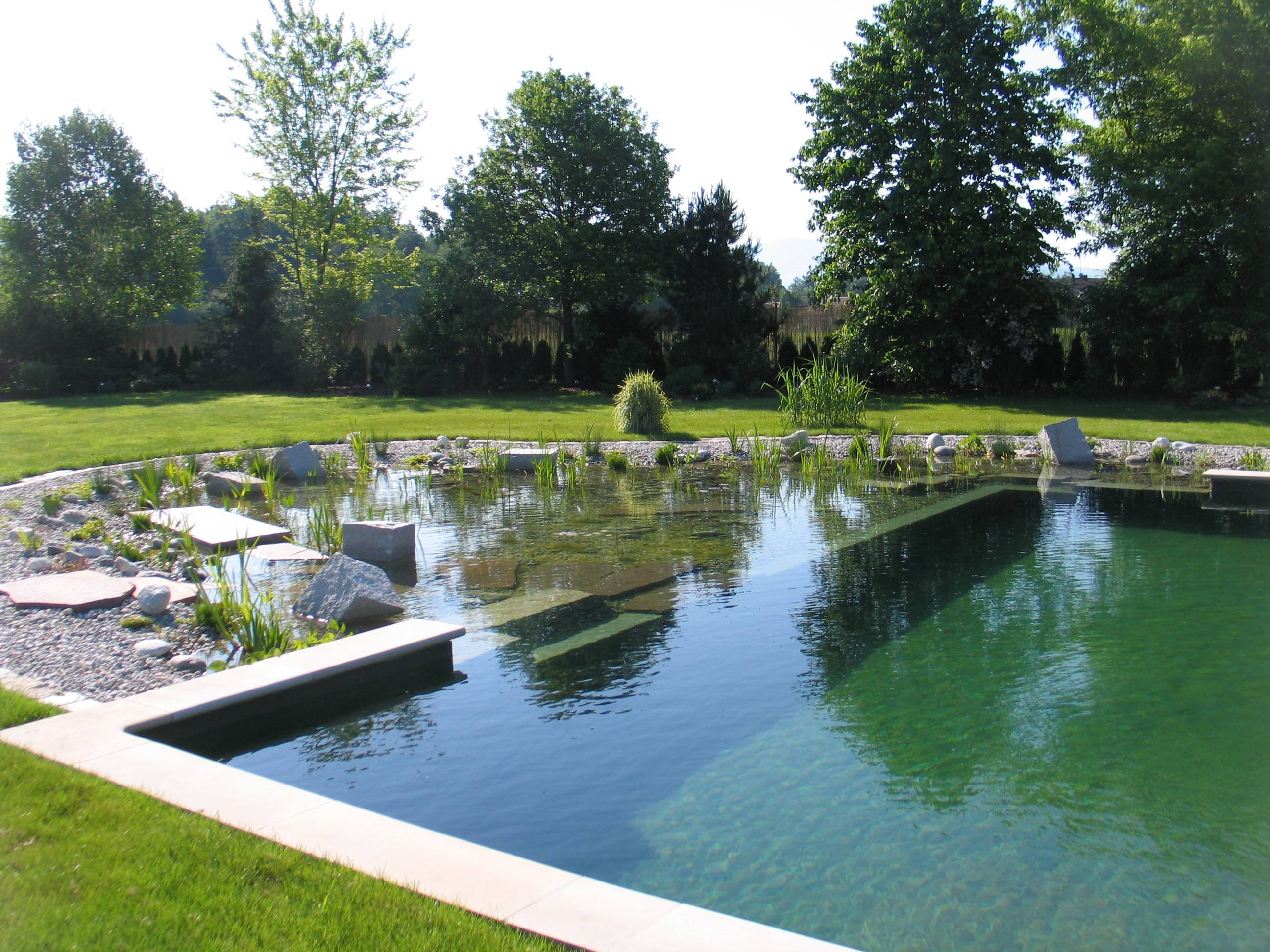
مسبح طبيعي وبجانبه نباتات تعمل على تنقيته

مسبح طبيعي (بالإنجليزية: Natural pool)‏ هو نظام يُستخدم في المسابح المائية متكون 100% من المياه الصافية دون أية مواد كيماوية أو أجهزة تعقيم.
وسُميت بالمسابح الطبيعية بهذا الاسم لأن أنظمة الترشيح المستخدمة فيها مماثلة للأنظمة البيولوجية في العالم الطبيعي.

## السلبيات
الجانب السَلبي الوحيد لِهذا النظام هو ضرورة مُراقبته المستمرة؛ حيث أن المياه تُحلل أربع مرات في الأسبوع للتأكد من أن النباتات تقوم بوظيفتها بشكل جيد.
وعلى مُستعملي هذه المسابح الإستحمام كل مرة قبل الغطس وعدم استعمال الكريمات، للمحافظة على جودة المياه قَدّْر المُستطاع.

## الإنتشار
تُعتبر ألمانيا هي الدولة الأولى على العالم باستخدام المسابح الطبيعية بوجود أكثر من 100 مسبح طبيعي حتى سنة 2015، وفرنسا 12 مسبح طبيعي، كما بدأ بالانتشار بشكر كبير في أوروبا.